# Władcy Mantui

## Kapitanowie generalni

### Dynastia Bonacolsi
- 1279–1291 – Pinamonte Bonacolsi
- 1291–1299 – Bardellone Bonacolsi
- 1299–1309 – Guido Bonacolsi
- 1309–1328 – Rainaldo Bonacolsi

### Dynastia Gonzagów
| # | Imię                             |  | Urodzony | Zmarł                      | Czas rządów | Rodzice                                   |
| - | -------------------------------- |  | -------- | -------------------------- | ----------- | ----------------------------------------- |
| 1 | Ludwik I Luigi                   |  | 1267     | 18 stycznia 1360 Mantua    | 1328–1360   | Guido Corrado ???                         |
| 2 | Gwidon Guido                     |  | 1290     | 22 września 1369 Mantua    | 1360–1369   | Luigi I Gonzaga Rychilda Ramberti         |
| 3 | Ludwik II Ludovico I             |  | 1334     | 4 października 1382 Mantua | 1369–1382   | Gwidon Gonzaga Beatrycze de Bar           |
| 4 | Franciszek I Gonzaga Francesco I |  | 1366     | 8 marca 1407 Cavriana      | 1382–1407   | Ludwik I Gonzaga Alda d'Este              |
| 5 | Gianfrancesco I                  |  | 1395     | 23 września 1444 Mantua    | 1407–1433   | Franciszek I Gonzaga Małgorzata Malatesta |

## Markizowie Mantui

### Dynastia Gonzagów
| # | Imię                       |  | Urodzony                | Zmarł                      | Czas rządów | Rodzice                                   |
| - | -------------------------- |  | ----------------------- | -------------------------- | ----------- | ----------------------------------------- |
| 5 | Gianfrancesco I            |  | 1395                    | 23 września 1444 Mantua    | 1433–1444   | Franciszek I Gonzaga Małgorzata Malatesta |
| 6 | Ludwik III Ludovico III    |  | 5 czerwca 1414 Mantua   | 12 czerwca 1478 Goito      | 1444–1478   | Gianfrancesco I Gonzaga Paola Malatesta   |
| 7 | Fryderyk I Federico I      |  | 25 czerwca 1441 Mantua  | 14 lipca 1484 Mantua       | 1478–1484   | Ludwik III Gonzaga Barbara brandenburska  |
| 8 | Franciszek II Francesco II |  | 10 sierpnia 1466 Mantua | 29 marca 1519 Mantua       | 1484–1519   | Fryderyk I Gonzaga Małgorzata Bawarska    |
| 9 | Fryderyk II Federico II    |  | 17 maja 1500 Mantua     | 28 sierpnia 1540 Marmirolo | 1519–1530   | Franciszek II Gonzaga Isabella d’Este     |

## Książęta Mantui

### Dynastia Gonzagów
| #  | Imię                         |  | Urodzony                | Zmarł                       | Czas rządów | Rodzice                                    |
| -- | ---------------------------- |  | ----------------------- | --------------------------- | ----------- | ------------------------------------------ |
| 9  | Fryderyk II Federico II      |  | 17 maja 1500 Mantua     | 28 sierpnia 1540 Marmirolo  | 1530–1540   | Franciszek II Gonzaga Isabella d’Este      |
| 10 | Franciszek III Francesco III |  | 10 marca 1533 Mantua    | 22 lutego 1550 Mantua       | 1540–1550   | Fryderyk II Gonzaga Małgorzata Paleologina |
| 11 | Wilhelm I Guglielmo I        |  | 24 kwietnia 1538 Mantua | 14 sierpnia 1587 Goito      | 1550–1587   | Fryderyk II Gonzaga Małgorzata Paleologina |
| 12 | Wincenty I Vincenzo I        |  | 21 września 1562 Mantua | 9 lutego 1612 Mantua        | 1587–1612   | Wilhelm I Gonzaga Eleonora Habsburg        |
| 13 | Franciszek IV Francesco IV   |  | 7 maja 1586 Mantua      | 22 grudnia 1612 Mantua      | 1612        | Wincenty I Gonzaga Eleonora Medycejska     |
| 14 | Ferdynand I Ferdinando I     |  | 26 kwietnia 1587 Mantua | 29 października 1626 Mantua | 1612–1626   | Wincenty I Gonzaga Eleonora Medycejska     |
| 15 | Wincenty II Vincenzo II      |  | 7 stycznia 1594 Mantua  | 25 grudnia 1627 Mantua      | 1626–1627   | Wincenty I Gonzaga Eleonora Medycejska     |

### Linia Gonzaga-Nevers
| #  | Imię                                      |  | Urodzony                   | Zmarł                   | Czas rządów | Rodzice                                   |
| -- | ----------------------------------------- |  | -------------------------- | ----------------------- | ----------- | ----------------------------------------- |
| 16 | Karol I Carlo I                           |  | 6 maja 1580 Paryż          | 22 września 1637 Mantua | 1627–1637   | Karol I Gonzaga-Nevers Katarzyna de Guise |
| 17 | Karol II (III) Carlo II                   |  | 3 października 1629 Mantua | 14 sierpnia 1665 Mantua | 1637–1665   | Karol II Gonzaga Maria Gonzaga            |
| 18 | Ferdynand Karol III (IV) Ferdinando Carlo |  | 31 sierpnia 1652 Revere    | 5 lipca 1708 Padwa      | 1665–1708   | Karol III Gonzaga Izabela Klara Habsburg  |

1708 – zjednoczenie Mantui z posiadłościami cesarskimi